# 園田村 (兵庫県)
園田村（そのだむら）は、かつて兵庫県の最東端川辺郡に属していた村。現在の尼崎市北東部（園田地区）にあたる。

## 概要
村の中央を旧有馬街道が縦断する。村役場などの公共施設は主に現在の食満（けま）一丁目付近に置かれていた。
村域は、現在の地図で言えば尼崎市の名神高速道路以北、西日本旅客鉄道（JR西日本）福知山線（JR宝塚線）以東の部分に東塚口町と南塚口町と戸ノ内町を加えたものにほぼ相当する。
現在でも尼崎市の定める地域区分において、旧村域はほぼそのまま園田地区と呼ばれており、村役場のあった場所には尼崎市役所園田支所がおかれていた。昭和戦前期に東部に阪急神戸線の園田駅が設置されたため、尼崎市へ編入されて以降は駅付近が発展し、その周辺を漠然と「園田」と呼ぶことが多くなったが、支所付近の旧街道沿いには園田小学校、園田中学校、園田公民館などの公共施設、JA兵庫六甲園田やアプロ食品館園田店などの施設も残っており、村の中心部だった頃の名残をとどめている。

## 地理
- 河川 ：村の最東端には猪名川が流れ、中央やや東寄りをその分流である藻川が縦断する。

## 交通

### 鉄道路線
国鉄福知山線が西部を縦断、塚口駅が置かれた。また、阪急神戸本線が村域を横断、東部には後に園田駅が設置された。

## 歴史

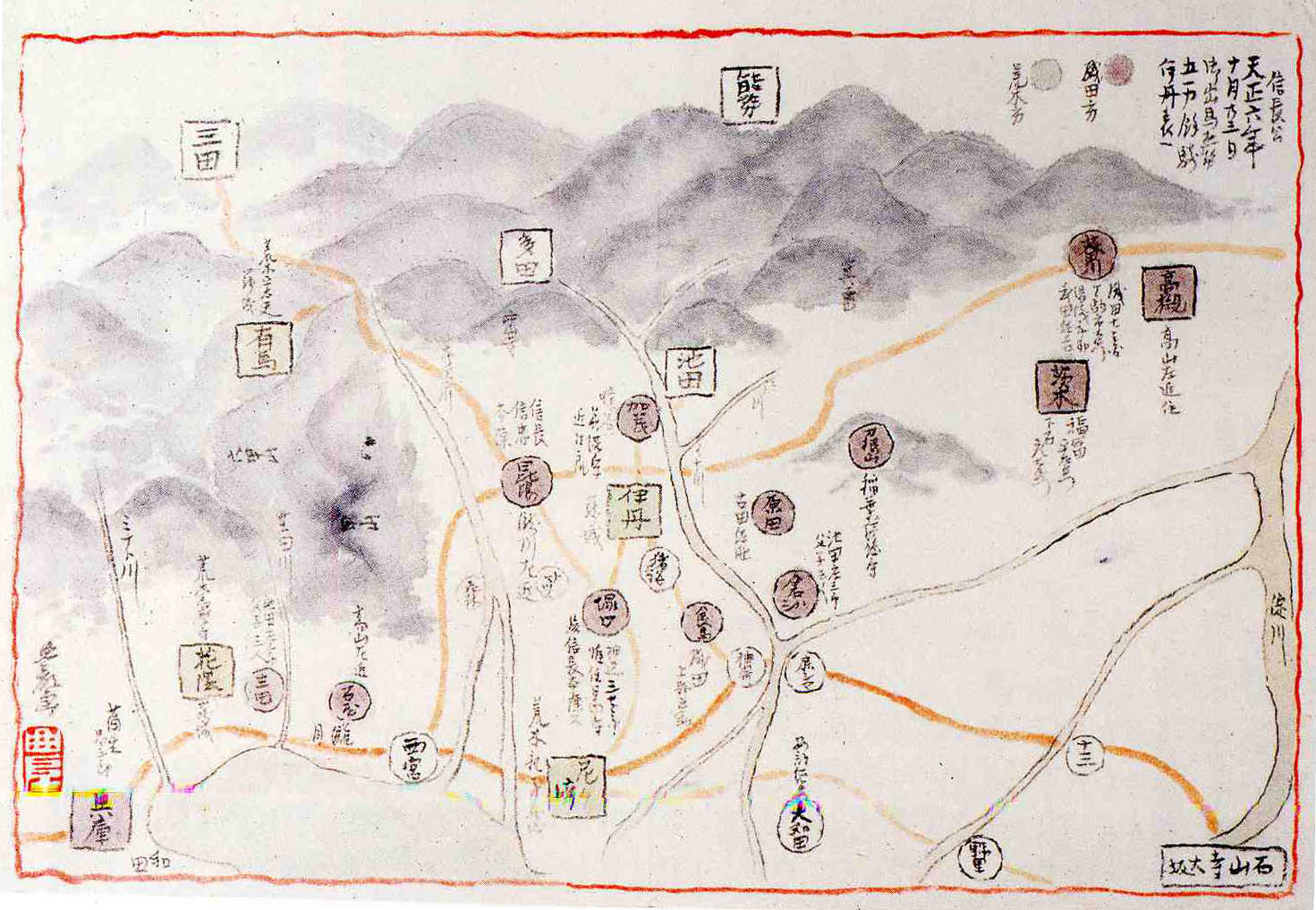
伊丹荒木軍記／伊丹市立博物館蔵：有岡城の戦いの際の武将配置図。中央やや下あたりに「食満」の文字が見える

- 1578年（天正6年） - 有岡城の戦いの際、村域内に織田信長の本陣が置かれたことが記録に残る。
- 1889年（明治22年）4月1日 - 町村制の施行により、川辺郡田能村、法界寺村、穴太（あのお）村、富田村、椎堂村、上食満村、中食満村、下食満村、瓦宮村、小中島村、猪名寺村、南清水村、口田中村、若王子（なこうじ）村、上坂部村、森村、御園村、善法寺村の一部、岩屋村の一部、口酒井村の一部が合併して川辺郡園田村が発足[4]。
- 1891年（明治24年） - 関西初の馬車鉄道である川辺馬車鉄道が開業（後に摂津鉄道、阪鶴鉄道、さらに国鉄福知山線となる）。村内に塚口駅が置かれる。また村の北端、伊丹町との境界付近には伊丹南口停車場が置かれる。
- 1897年（明治30年）12月 - 阪鶴鉄道伊丹南口駅が廃止
- 1930年（昭和5年） - 淡路競馬場が村の北東部に移転し、園田競馬場として開設。
- 1936年（昭和11年）10月20日[5] - 村の東部田園地帯に阪神急行電鉄（現在の阪急電鉄）の園田駅が新設開業。
- 1947年（昭和22年）3月1日 - 尼崎市に編入され、同日園田村廃止。